# Gösta Brodin
Frans Gösta Brodin (Gotemburgo, 15 de febrero de 1908 - Gotemburgo, 18 de junio de 1979) fue un marino sueco.

## Logros
Gösta Brodin, que navegaba para el Göteborgs Kungliga Segelsällskap, participó en los Juegos Olímpicos de Londres de 1948 en la clase Dragon boat. Junto con Hugo Johnson, formó parte de la tripulación del Slaghoken, patroneado por Folke Bohlin. El Slaghoken ganó un total de siete regatas y quedó segundo en tres ocasiones, terminando la regata celebrada en Torquay en segundo lugar con un total de 4621 puntos, lo que dio a los suecos la medalla de plata por detrás del Pan de Thor Thorvaldsen de Noruega y por delante del Snap de William Berntsen de Dinamarca.

## Medalla
- Vela en los Juegos Olímpicos en 1948 en  Londres  Plata en vela,  Suecia